# Neillieae
Neillieae es una tribu de plantas en la subfamilia Amygdaloideae perteneciente a la familia de las rosáceas.

## Géneros
Neillia - Physocarpus - Stephanandra